# Reserva índia de Grand Ronde
La reserva índia Grand Ronde o Comunitat Grand Ronde és una reserva índia situada en nombroses seccions no contigües de terra al sud-oest del comtat de Yamhill i el nord-oest del comtat de Polk, Oregon, Estats Units, a uns 29 kilòmetres a l'est de Lincoln City, vora la comunitat de Grand Ronde. Algunes tribus i bandes de totes parts de l'Oest d'Oregon foren traslladats des de les seves llars i instal·lats a la reserva a mitjans del segle xix. Pertany a les Tribus Confederades de la Comunitat de Grand Ronde d'Oregon. La reserva té una àrea de 42,434 km² i una població resident segons el cens del 2000 de 55 persones.

## Resum històric
- Des del 6000 aC o abans els indis rogue river, umpqua, chasta, kalapuyes, molales, salmon river, tillamooks, i nestucca vivien en llurs llars tradicionals.
- 1854–1857: arran de les guerres Rogue River s'estableix la reserva Grand Ronde pels tractats signats en 1854 i 1855 i per ordre executiva del 30 de juny de 1857
- 1856: Fort Yamhill és construït vora la reserva
- 1860: arribada del missioner catòlic belga pare Adrien Croquet (renamed Crockett), oncle del famós cardenal Désiré-Joseph Mercier - més tard seguit pel seu nebot Joseph Mercier. Joseph no es va ordenar i es casà en la tribu local, i molta gent de la tribu és descendent seva.[1]
- 1887: a Llei General de Parcel·lació fa assignacions individual d'un total de poc més de 33.000 acres (130 km²) de terra de la reserva. La major part d'aquesta acaba en mans de persones no ameríndies
- 1901: L'Inspector EUA James McLaughlin declarà un "excedent" de 25.791 acres (104,4 km²) de terres de la reserva i el govern la ven per un preu d'1.16$ per acre ($287/km²).
- 1936: Llei de Reorganització Índia permet a la tribu de tornar a comprar una mica de terra per a les llars.
- 1954: Llei de Terminació
- 1983: Llei de Restauració de Grand Ronde, signada pel president Ronald Reagan el 22 de novembre de 1983.
- 1988: La tribu recupera 9.811 acres (39,7 km²). Això és ara d'uns 10.052 acres (45 km²).